# Sjöbo kommun
Sjöbo kommun är en kommun i Skåne län. Centralort är Sjöbo.

## Administrativ historik
Kommunens område motsvarar socknarna: Björka, Blentarp, Brandstad, Everlöv, Fränninge, Ilstorp, Lövestad, Röddinge, Södra Åsum, Sövde, Tolånga, Vanstad, Vollsjö, Östra Kärrstorp och Öved. I dessa socknar bildades vid kommunreformen 1862 landskommuner med motsvarande namn. 
Sjöbo municipalsamhälle inrättades i Södra Åsums landskommun 2 april 1898 och upplöstes när landskommunen 1952 ombildades till Sjöbo köping.  Lövestads municipalsamhälle inrättades 8 maj 1938 och upplöstes vid utgången av 1951. 
Vid kommunreformen 1952 bildades storkommunerna Bjärsjölagård (av de tidigare kommunerna Västerstad, Östraby, Östra Kärrstorp och Öved), Blentarp (av Blentarp, Everlöv och Sövde), Vollsjö (av Brandstad, Fränninge och Vollsjö) samt Östra Färs (av Lövestad, Röddinge, Tolånga och Vanstad) samtidigt som Sjöbo köping bildades av landskommunerna Björka, Ilstorp och Södra Åsum.
Sjöbo kommun bildades vid kommunreformen 1971 genom en ombildning av Sjöbo köping. 1974 införlivades kommunerna Blentarp, Vollsjö och Östra Färs samt delar ur den då upplösta Bjärsjölagårds kommun (Östra Kärrstorps och Öveds församlingar).
Kommunen ingår sedan bildandet i Ystads domsaga.

## Geografi

### Topografi och hydrografi
Sjöbo kommuns varierande landskap sträcker sig från den imponerande Romeleåsen i sydväst till de böljande jordbruksmarkerna i nordöst. På nordsidan av Romeleåsen kantas landskapet av branta sluttningar och erosionsdalar, som leder ned till de flacka ängsmarkerna kring Klingavälsån, vilka ofta översvämmas under våren. I sydost varierar landskapet vid de fågelrika Snogeholmssjön och Sövdesjön mellan öppna marker och skogar av bok och ek. Sjöbo Ora utgör ett kulligt platåområde täckt av bokskog och uppbyggt av isälvssediment.

### Administrativ indelning
Fram till 2016 var kommunen för befolkningsrapportering indelad i
- Blentarps församling
- Lövestads församling
- Sjöbo församling
- Vollsjö församling

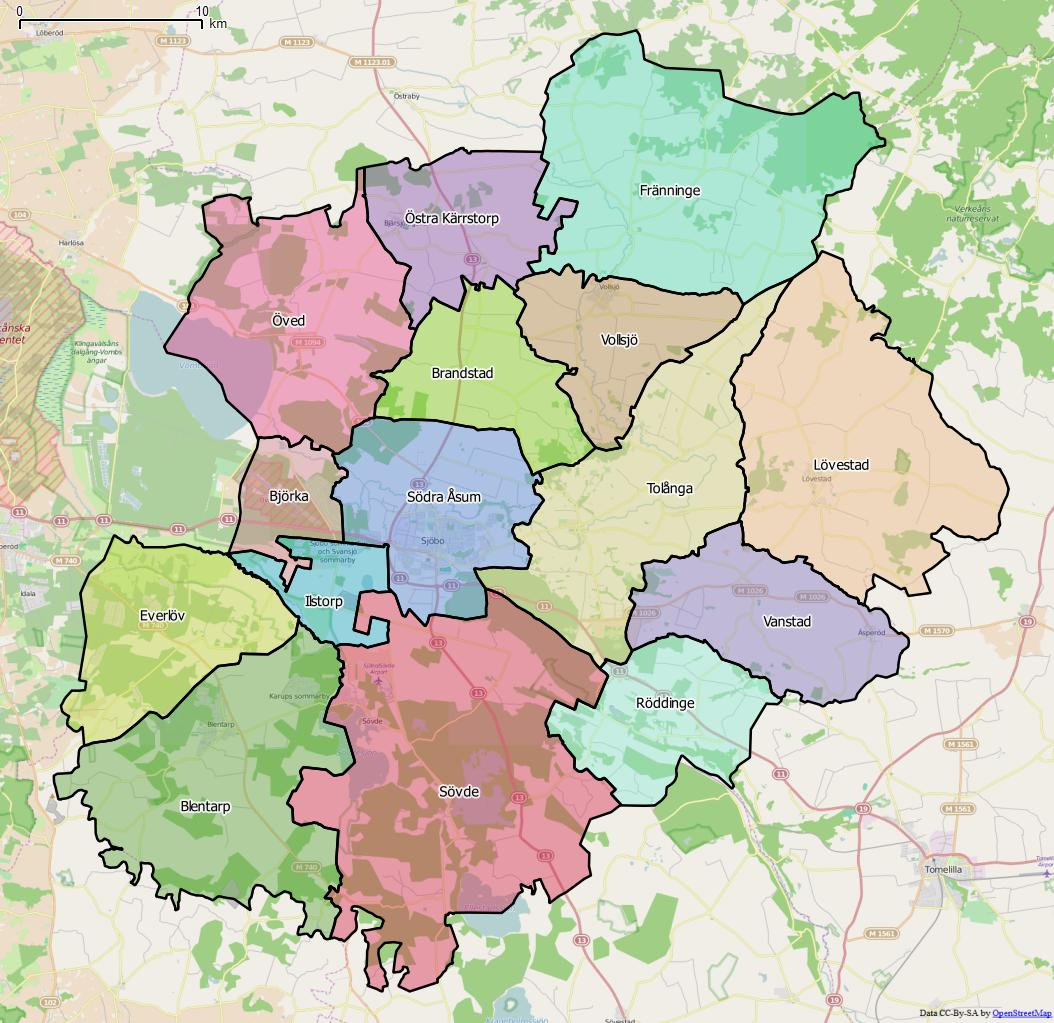
Distrikt (socknar) inom Sjöbo kommun

Från 2016 indelas kommunen i följande distrikt, vilka motsvarar socknarna:

- Björka
- Blentarp
- Brandstad
- Everlöv
- Fränninge
- Ilstorp
- Lövestad
- Röddinge
- Södra Åsum
- Sövde
- Tolånga
- Vanstad
- Vollsjö
- Östra Kärrstorp
- Öved

### Tätorter
Det finns åtta tätorter i Sjöbo kommun.
I tabellen presenteras tätorterna i storleksordning per den 31 december 2015. Centralorten är i fet stil.
| Nr | Tätort          | Befolkning |
| -- | --------------- | ---------- |
| 1  | Sjöbo           | 7 910      |
| 2  | Blentarp        | 1 452      |
| 3  | Vollsjö         | 813        |
| 4  | Lövestad        | 636        |
| 5  | Karups sommarby | 388        |
| 6  | Sövde           | 363        |
| 7  | Bjärsjölagård   | 351        |
| 8  | Äsperöd         | 239        |

## Styre och politik

### Styre
| År        | Partier | Partier | Partier | Partier | Partier | Partier |
| --------- | ------- | ------- | ------- | ------- | ------- | ------- |
| 1998–2002 | SJP     | C       | M       | FP      |         |         |
| 1998–2002 | M       | C       | FP      | KD      |         |         |
| 2002–2006 | M       | C       | FP      | KD      | SPI     |         |
| 2006–2010 | M       | C       | FP      |         |         |         |
| 2010–2014 | M       | C       | FP      |         |         |         |
| 2014–2018 | M       | C       | KD      | SJP     | L       |         |
| 2018–2020 | M       | C       | L       | MP      |         |         |
| 2020–2022 | M       | C       | L       |         |         |         |
| 2022–2026 | M       | S       | C       | L       |         |         |

Källa: 

### Politik

#### Folkomröstning om flyktingmottagning
Sjöbo blev omskrivet i slutet på 1980-talet för att man höll en folkomröstning om flyktingmottagning, där nej-sidan vann. Ledande politiker bakom folkomröstningen var Sven-Olle Olsson, som bildat sitt eget parti Sjöbopartiet efter att han blivit utesluten ur Centerpartiet. Efter kommunvalet 1998 hade kommunstyrelsen majoritet för en ny politik i frågan. Man ansåg resultatet av folkomröstningen 1988 som föråldrat, och 2001 skrev kommunen slutligen avtal med Migrationsverket om flyktingmottagande på 25 personer årligen. Parkteatern i Stockholm spelade en pjäs med namnet "Senor Sjöbo" som anspelade på invandrarfrågan.

### Kommunfullmäktige

#### Presidium
| Presidium 2022–2026    | Presidium 2022–2026 | Presidium 2022–2026 |
| ---------------------- | ------------------- | ------------------- |
| Ordförande             | S                   | Christer Hovbrand   |
| Förste vice ordförande | M                   | Stefan Lundgren     |
| Andre vice ordförande  | SD                  | Mats Pålsson        |

#### Mandatfördelning 1970–2022
| 16 | 2 | 10 | 5 | 2 |

| 31 |

| 16 |  | 23 | 4 | 5 |

| 45 |

| 16 | 22 | 4 | 7 |

| 41 | 8 |

| 17 | 19 | 4 | 9 |

| 35 | 14 |

| 17 | 2 |  | 16 | 3 | 10 |

| 37 | 12 |

| 17 | 2 |  | 15 | 4 | 10 |

| 37 | 12 |

| 14 | 3 | 23 | 3 | 6 |

| 35 | 14 |

| 13 | 2 |  | 19 | 3 |  | 10 |

| 35 | 14 |

|  | 14 | 2 | 16 | 8 |  | 7 |

| 36 | 13 |

| 3 | 11 |  | 2 | 8 | 5 | 3 | 2 | 14 |

| 31 | 18 |

| 2 | 12 |  |  | 9 | 5 | 3 | 3 | 13 |

| 33 | 16 |

| 2 | 10 |  | 2 | 2 | 7 | 5 | 2 | 3 | 15 |

| 30 | 19 |

| 2 | 9 | 2 | 5 | 6 | 4 | 2 | 4 | 15 |

| 28 | 21 |

| 2 | 10 | 2 | 10 | 4 | 4 |  | 4 | 12 |

| 30 | 19 |

| 2 | 8 |  | 14 | 2 | 5 |  | 3 | 13 |

| 30 | 19 |

| 2 | 7 |  | 14 | 3 |  | 4 | 9 |

| 22 | 19 |

### Nämnder

#### Kommunstyrelse
| Presidium 2022–2026    | Presidium 2022–2026 | Presidium 2022–2026     |
| ---------------------- | ------------------- | ----------------------- |
| Ordförande             | M                   | Magnus Weberg           |
| Förste vice ordförande | S                   | Cecilia Olsson Carlsson |
| Andre vice ordförande  | SD                  | André af Geijerstam     |

### Vänorter
Sjöbo kommun har två vänorter:
- Trzebiatów, Polen (sedan 1991)
- Teterow, Tyskland

## Ekonomi och infrastruktur

### Näringsliv
Näringslivet i kommunen präglas av att Sjöbo tidigare var en utpräglad jordbrukskommun. Av de ca 2000 små och medelstora företag som finns i kommunen är ca 700 jordbruksföretag. Numer finns det flera företag runt tätorterna och det finns en rad bygg-, restaurang-, livsmedel-, vård- och serviceföretag inom kommunen.
Industriföretag omfattar främst små och medelstora företag såsom Nordvalls Etikett (etikettproducent) och Scanjet (båttankrengöring) som samtliga finns i Sjöbo. Längs Västergatan har företaget Teleservice sitt huvudkontor, det är också där 60 av de runt 70 anställda arbetar. Av handelsföretagen kan nämnas Bepps, Bil-Bengtsson och Lassessons elektriska. Utanför centralorten finns bl.a. Falck Security Hemlarm Partner i Lövestad och Blenta AB (kycklinguppfödning) utanför Blentarp.

### Infrastruktur

#### Transporter
För att ta sig inom samt till och från kommun används främst riksväg 11 mot Lund och Tomelilla samt riksväg 13 mot Ystad och Hörby
Kollektivtrafik av buss utförs av Skånetrafiken genom SkåneExpressen 5 mot Simrishamn och Lund, SkåneExpressen 8 mot Malmö samt regionbuss 301 mot Ystad och regionbuss 160 mot Lund. Buss finns även till Veberöd, Hörby samt inom kommunen.
Tidigare fanns det även järnvägstrafik genom Sjöbo kommun. År 1893 öppnade järnvägen mellan Malmö och Tomelilla. Trafiken varade fram till 1970 då all persontrafik och det mesta av godstrafiken upphörde. År 1906 invigdes järnvägen mellan Landskrona, Kävlinge och Sjöbo. Tågtrafiken på denna sträckningen lades ner 1953. Bland godstrafiken var jordbruksprodukter vanligast, från kommunen fraktades även gjutgods från Sjöbo bruk samt virke/trävaror från sågverken i Sjöbo och Sövdeborg. Järnvägsspåren låg kvar till 1990, eftersom de fram till dess användes som så kallad beredskapsbana.

#### Utbildning
- I tätorten Sjöbo finns Sandbäcksskolan som har åk F-6, Emanuelskolan som har åk F-6 samt Färsingaskolan som har åk 7-9.
- I Blentarp finns Storkskolan som bedriver verksamhet för årskullar från förskolan till årskurs 6
- I Lövestad finns Lövestad skola som har årskurserna förskola till årskurs 6
- I Vollsjö finns Vollsjö skola som har årskurserna förskola till årskurs 6
- I Sjöbo tätort finns även Malenagymnasiet.

Inom kommunen finns tre friskolor: Nils Månsson-friskolan (F-6) i Fränninge, Friskolan Boken (F-5) i Blentarp samt Montessoriskolan Fyrkappan (F-6) i Lövestad.

## Befolkning

### Demografi

#### Befolkningsutveckling
| Befolkningsutvecklingen i Sjöbo kommun 1970–2020                                                                | Befolkningsutvecklingen i Sjöbo kommun 1970–2020 | Befolkningsutvecklingen i Sjöbo kommun 1970–2020 | Befolkningsutvecklingen i Sjöbo kommun 1970–2020 | Befolkningsutvecklingen i Sjöbo kommun 1970–2020 |
| --- | ------------------------------------------------ | ------------------------------------------------ | ------------------------------------------------ | ------------------------------------------------ |
| |                                                  |                                                  |                                                  |                                                  |
| År |                                                  |                                                  | Folkmängd                                        |                                                  |
| 1970 | 1970                                             |                                                  | 13 297                                           |                                                  |
| 1975 | 1975                                             |                                                  | 14 050                                           |                                                  |
| 1980 | 1980                                             |                                                  | 15 016                                           |                                                  |
| 1985 | 1985                                             |                                                  | 15 157                                           |                                                  |
| 1990 | 1990                                             |                                                  | 16 070                                           |                                                  |
| 1995 | 1995                                             |                                                  | 16 571                                           |                                                  |
| 2000 | 2000                                             |                                                  | 16 648                                           |                                                  |
| 2005 | 2005                                             |                                                  | 17 501                                           |                                                  |
| 2010 | 2010                                             |                                                  | 18 112                                           |                                                  |
| 2015 | 2015                                             |                                                  | 18 514                                           |                                                  |
| 2020 | 2020                                             |                                                  | 19 412                                           |                                                  |
| Anm: Uppgifterna avser förhållandena den 31 december enligt den kommunala indelningen den 1 januari året efter. |                                                  |                                                  |                                                  |                                                  |

#### Utländsk bakgrund
Den 31 december 2015 utgjorde antalet invånare med utländsk bakgrund (utrikes födda personer samt inrikes födda med två utrikes födda föräldrar) 2 090, eller 11,29 % av befolkningen (hela befolkningen: 18 514 den 31 december 2015). Den 31 december 2002 utgjorde antalet invånare med utländsk bakgrund enligt samma definition 1 037, eller 6,09 % av befolkningen (hela befolkningen: 17 027 den 31 december 2002).

#### Invånare efter de vanligaste födelseländerna
Den 31 december 2015 utgjorde folkmängden i Sjöbo kommun 18 514 personer. Av dessa var 1 775 personer (9,59 %) födda i ett annat land än Sverige. I denna tabell har de nordiska länderna samt de 12 länder med flest antal utrikes födda (i hela riket) tagits med. En person som inte kommer från något av de här 17 länderna har istället av Statistiska centralbyrån förts till den världsdel som födelselandet tillhör.
| Födelseland      | Födelseland                       | Födelseland |
| ---------------- | --------------------------------- | ----------- |
| 31 december 2015 |                                   |             |
| 1                | Sverige                           | 16 739      |
| 2                | Polen                             | 349         |
| 3                | Danmark                           | 321         |
| 4                | Europeiska unionen: Övriga länder | 311         |
| 5                | Asien: Övriga länder              | 113         |
| 6                | Tyskland                          | 89          |
| 7                | Finland                           | 82          |
| 8                | Thailand                          | 65          |
| 9                | Europa utom EU: Övriga länder     | 60          |
| 9                | / SFR Jugoslavien/FR Jugoslavien  | 60          |
| 11               | Norge                             | 59          |
| 12               | Syrien                            | 43          |
| 13               | Afrika: Övriga länder             | 36          |
| 14               | Nordamerika                       | 33          |
| 15               | Sydamerika                        | 32          |
| 16               | Afghanistan                       | 28          |
| 17               | Irak                              | 25          |
| 18               | Bosnien och Hercegovina           | 13          |
| 19               | Iran                              | 12          |
| 20               | Somalia                           | 11          |
| 21               | Oceanien                          | 10          |
| 22               | Island                            | 8           |
| 22               | Turkiet                           | 8           |
| 24               | Eritrea                           | 3           |
| 25               | Okänt födelseland                 | 2           |
| 25               | Sovjetunionen                     | 2           |

## Kultur

### Kommunsymboler

#### Kommunvapen
Blasonering: I fält av guld ett avslitet björnhuvud med tunga och tänder röda och däröver en svart ginstam, belagd med en krona av guld.
Vapnet skapades för Sjöbo köping och fastställdes av Kungl. Maj:t 1969. Det går tillbaka på bilden i Färs härads 1500-tals-sigill med en (gående) björn. Efter kommunbildningen registrerades vapnet för Sjöbo kommun i PRV 1974. Ingen av de andra enheterna i kommunblocket förde vapen.

#### Kommunfågel

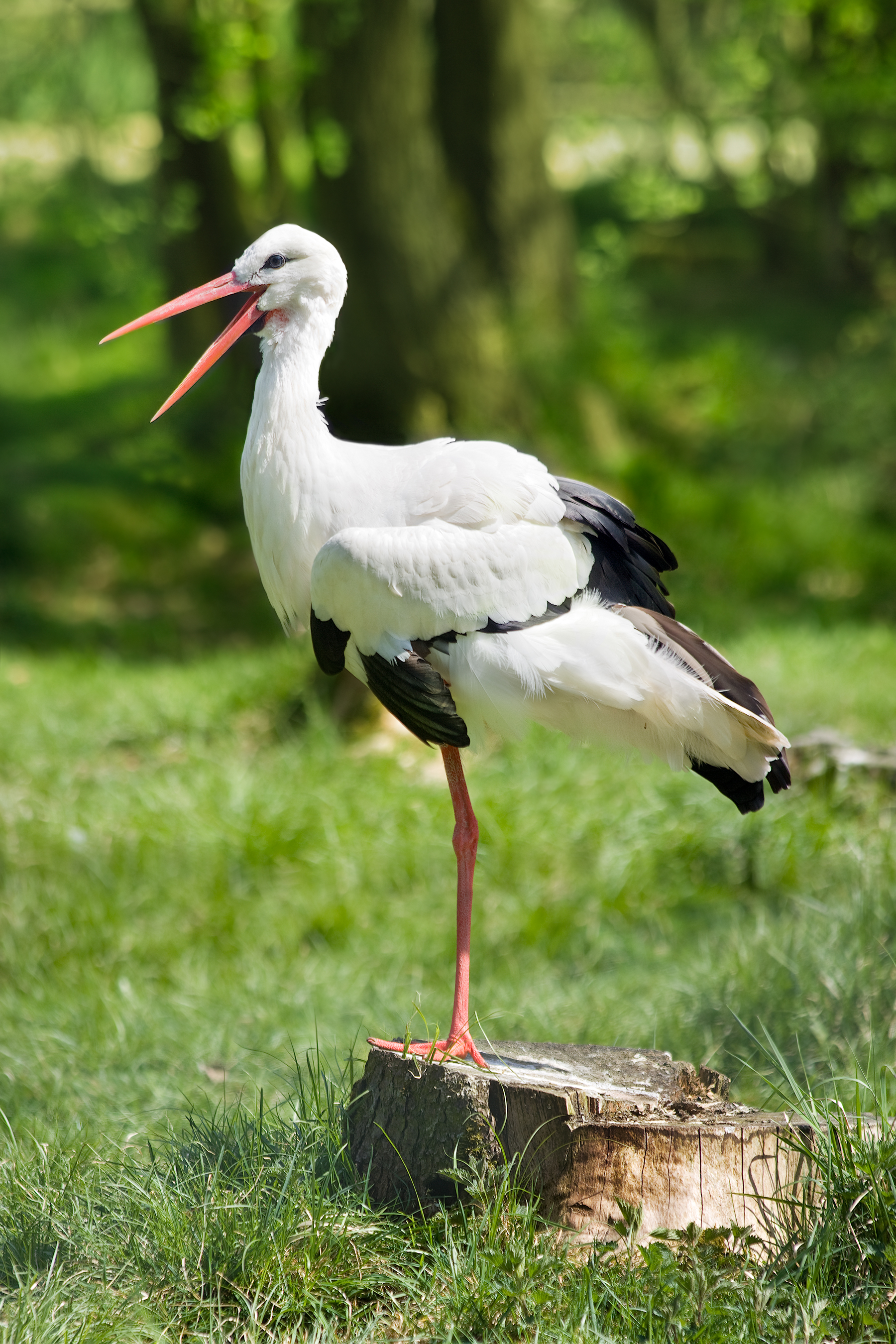
Den vita storken är Sjöbos kommunfågel.

### Sport
I Sjöbo kommun finns en rad idrottsföreningar, bl.a. Sjöbo IF (fotboll), HK Björnen (handboll), FK Athlet (friidrott) GK Stjärnan (gymnastik), Sjöbo BTK (bordtennis), Sjöbo Golfklubb (golf), BW90 (fotboll), Blentarps BK (fotboll och innebandy), Lövestads IF (Fotboll och Innebandy), Vanstads IF (Fotboll) BK Viljan (boxning), Sjöbo Badmintonklubb (badminton) och Sjöbo Simsällskap (simning), Färs Härads ryttarförening, Öved jakt- och fältrittklubb, Henriksdals ryttarförening, Everlövs ryttarsällskap (ridning), Österlen Budo (Judo).
Till dessa idrottsföreningar finns ett antal olika idrottsanläggningar. De flesta är lokaliserade i tätorten Sjöbo såsom: Färsingahallen, Sjöbo Idrottplats, Sjöbo simhall och Orebadet. I Blentarp finns Blentarps Sporthall. I Vollsjö finns Piratenhallen och Vollsjö Idrottsplats. Lövestad huserar med Östra Färshallen och Lövestad Idrottsplats och i Sövde finns Salsbjer Idrottsplats.